# Iglesia de Calamarca
La Iglesia de Calamarca, ubicada en la población de Calamarca, provincia de Aroma del departamento de La Paz, en Bolivia.
Es un templo católico de la época colonial, considerado monumento nacional de Bolivia. El Templo es uno de los principales atractivos turísticos del municipio junto a los chullpares y es conocido por albergar la más amplia colección de pinturas de ángeles del área andina.
la Iglesia se encuentra ubicada en la Plaza Principal de Calamarca. 

## Historia

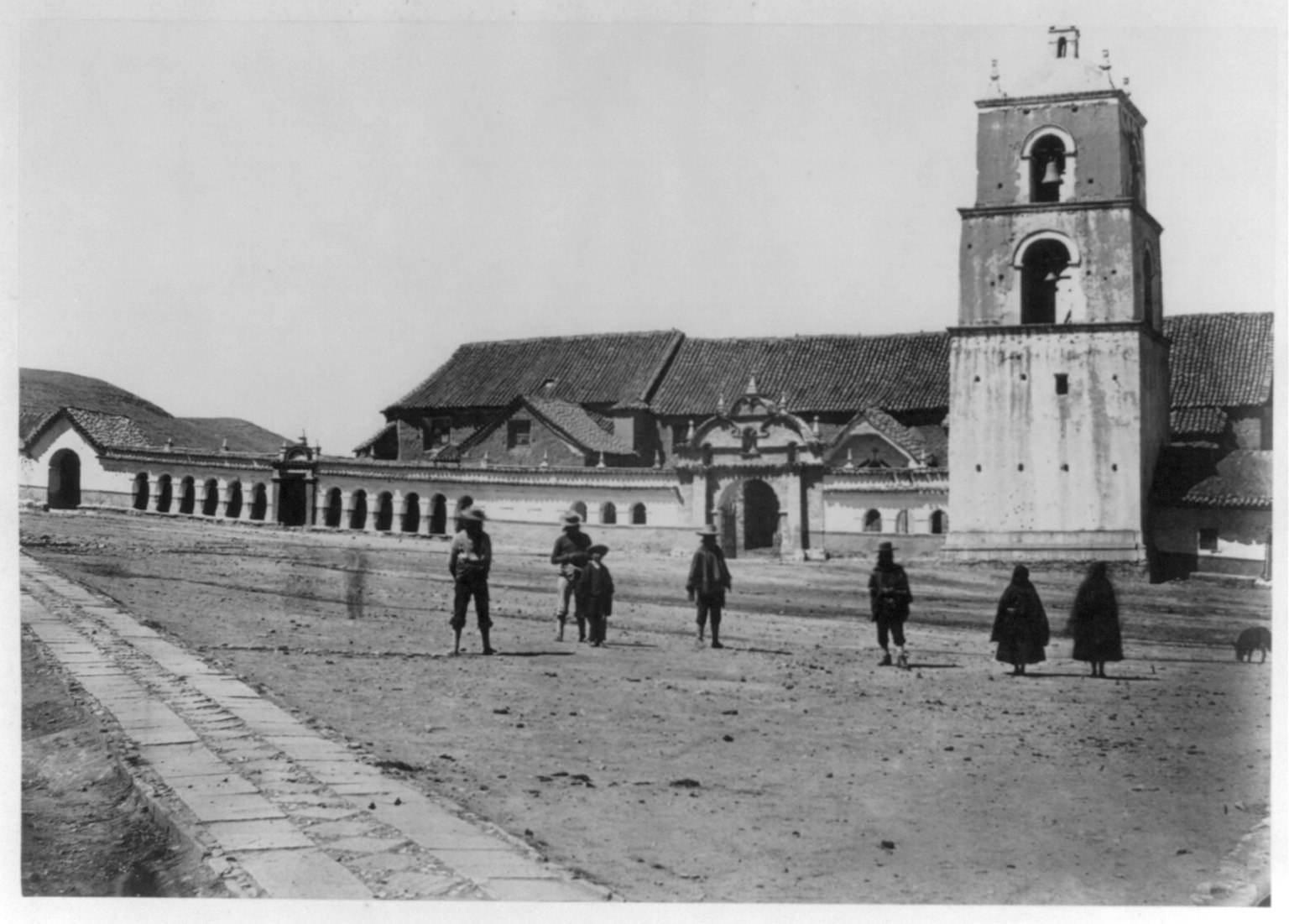
Iglesia registrada erróneamente como Catedral de La Paz 1868, en la Biblioteca del Congreso de EE. UU., posiblemente la Iglesia de Calamarca antes de los trabajos de restauración realizados posteriormente.

La iglesia data del siglo XVI y se han realizado diferentes trabajos de restauración y conservación.

## Características
El diseño de la Iglesia es de estilo renacentista, aunque presenta algunos elementos barrocos, los materiales de construcción son piedra y argamasa de barro. presenta una nave única.
La portada presenta una entrada con un arco de medio punto y un par de columnas salomónicas, una a cada lado.
La torre del campanario es una estructura exenta ubicada en la parte frontal del predio, separada por corta distancia del acceso por un muro con 6 vanos. 
El edificio fue restaurado con apoyo del gobierno de Alemania.

## Arte sacro
La Iglesia es conocida  por  albergar una importante colección de arcángeles arcabuceros pintados en el s XVII, conocidos como los Ángeles de Calamarca, su autor es identificado bajo el nombre de Maestro de Calamarca.

La colección está compuesta por 36 pinturas que se exhiben en las paredes laterales del Templo, un inventario realizado en 1728 las describe de esta manera:.
"en lo alto de los muros de esta Santa Iglesia se encuentran treinta y seis pinturas de ángeles y arcángeles, todas de la misma dimensión, en sus bastidores".
De esta serie se identifican 3 grupos, dos series de lienzos cada una, la primera serie compuesta con los denominados arcángeles o ángeles de mayor jerarquía según la angelología, diez compuesta por ángeles con sus denominaciones y otras 6 que no corresponden a ninguna de ellas, y cuyo autor podría ser diferente al de las series citadas anteriormente

## Galería

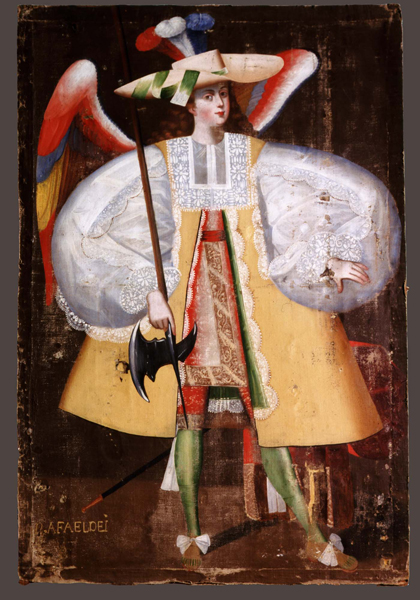
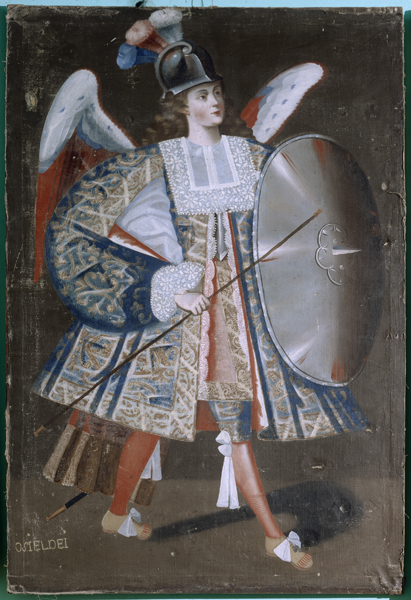
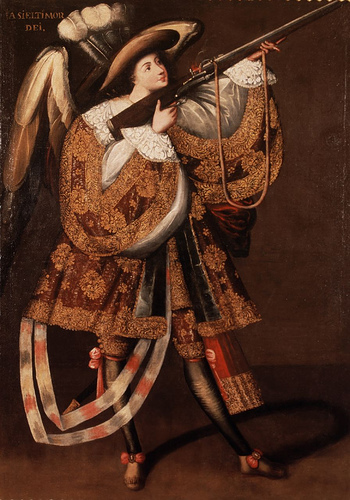